# John Haglelgam
John Haglelgam (Eauripik, Yap, Micronesia; 10 de agosto de 1949-12 de septiembre de 2024) fue el segundo Presidente de Estados Federados de Micronesia entre el 11 de mayo de 1987 y el 11 de mayo de 1991.
| Predecesor: Tosiwo Nakayama | 2° Presidente de los Estados Federados de Micronesia 1987 - 1991 | Sucesor: Bailey Olter |